# Cooper Stadium
Le Cooper Stadium est un stade de baseball situé à Columbus dans l'Ohio.
Les Columbus Clippers, qui évoluent en ligue mineure Triple-A (International League), jouent dans cette enceinte entre 1988 et 2008 avant de s'installer au Huntington Park.

## Histoire
Le stade porte successivement les noms de Red Bird Stadium (1932-1954), Jets Stadium (1955-1970) puis Franklin County Stadium (1977-1984). En 1984, il est rebaptisé Cooper Stadium en hommage à Harold Cooper, président de l'International League de 1978 à 1990 et qui fut pendant les années 1950-1960 le manager général des Columbus Jets.
Construit en 1931 pour accueillir les Columbus Red Birds de Branch Rickey, il est rénové en 1977 et dispose depuis lors d'une tribune sur un niveau de 11 000 places et 4 000 places supplémentaires sur le gazon au-delà du champ centre. Premier stade de ligue mineure équipé d'un revêtement artificiel en astroturf, le Cooper Stadium est revenu au gazon naturel après la saison 1998.
Cette enceinte, surnommée The Coop, accueille les rencontres de pré-saison opposant les Cleveland Indians et les Cincinnati Reds entre 1989 et 1996 pour le gain de l'Ohio Cup.
Ce stade reste le domicile des Columbus Clippers jusqu'en 2008. Ils s'installeront au Huntington Park stade à partir d'avril 2009.

## Événements
- Triple-A All-Star Game, 12 juillet 1989

## Dimensions
- Left Field (Champ gauche) - 335 pieds (102,1 mètres)
- Center Field (Champ central) - 400 ' (121,9 m)
- Right Field (Champ droit) - 330 '(100,6 m)

## Galerie

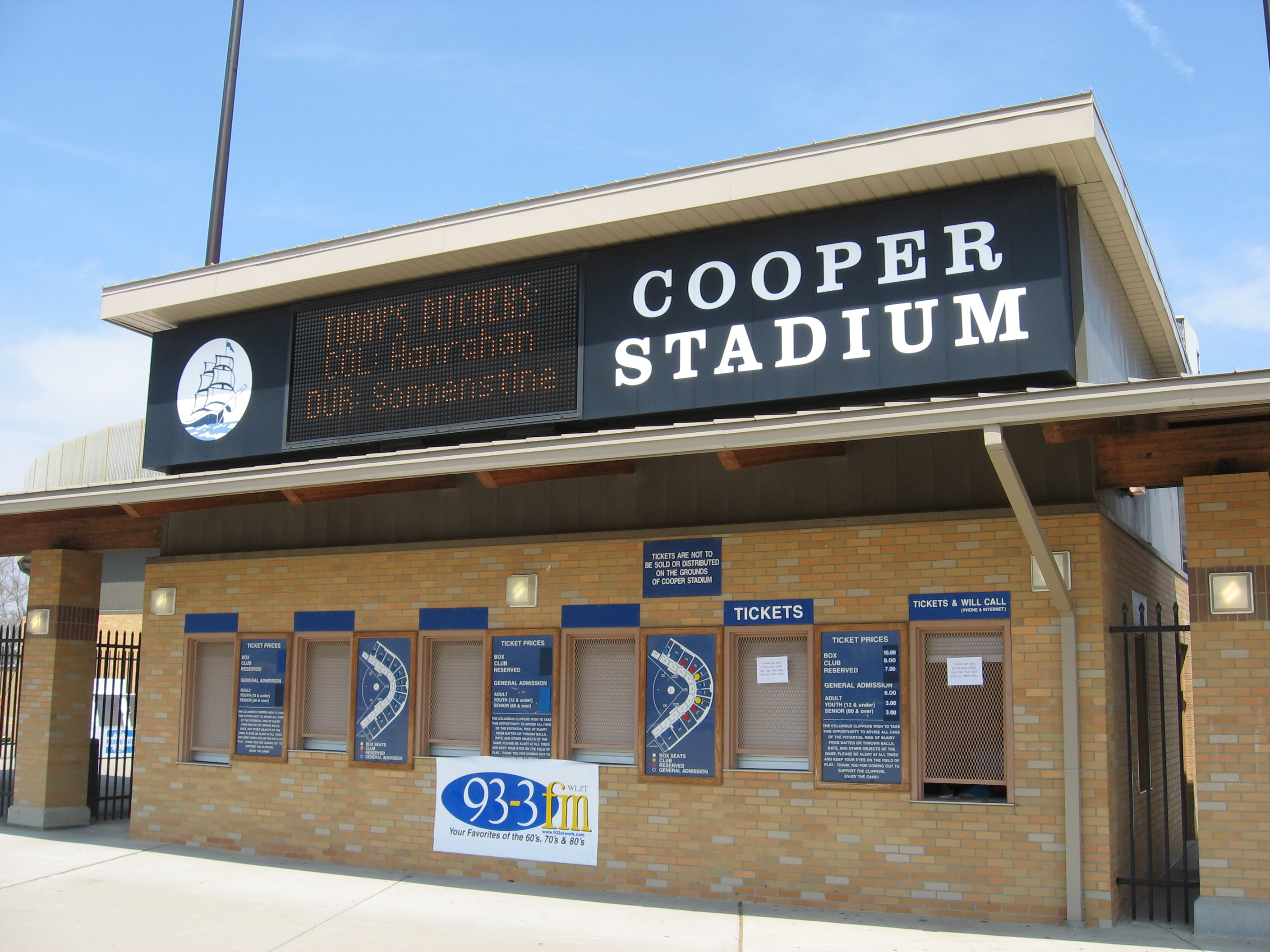